# Мартон Хомоннаї
Мартон Хомоннаї (угор. Márton Homonnai, 5 лютого 1906 — 15 жовтня 1969) — угорський ватерполіст.
Олімпійський чемпіон 1932, 1936 років, срібний призер 1928 року, учасник 1924 року.

## Життєпис
Мартон Хомоннаї 126 разів виступав за збірну Угорщини з водного поло, брав участь у чотирьох Олімпійських іграх і був чотириразовим чемпіоном Європи (1926, 1927, 1931 і 1934), але виграв лише два титули Угорщини (1923-24). Він був братом Лайоша Хомоннаї, який також грав у водне поло за Угорщину на Олімпійських іграх. Мартон Гомоннаї завершив кар'єру в національній збірній в 1936 році, але продовжував грати на клубному рівні до 1939 року. Після закінчення змагальної кар'єри він був тренером, суддею та спортивним адміністратором. У 1936-40 роках він також редагував спортивні журнали.
Під час Другої світової війни Хомоннаї був праворадикальним поліцейським та членом Партії «Стрілохрест», яка підтримувала Гітлера та нацистів. Тому після війни його переслідували, а згодом заочно засудили до смертної кари за воєнні злочини, але він уник судового переслідування, перелетів через Німеччину до Бразилії, а згодом до Аргентини, де й помер у 1969 році.
Через його минуле доньку Мартона Хомоннаї Каталін Секе не прийнмали в збірну Угорщини з плавання, хоча вона була однією з провідних угорських плавчинь вільним стилем та багаторазовою національною чемпіонкою. Тому Каталін змушена була змінити прізвище Хомоннаї на дівоче прізвище матері, щоб взяти участь в Олімпійських іграх 1952 і 1956 років. На Олімпіаді 1952 року вона стала дворазовою олімпійською чемпіонкою.
У 1971 році Мартона Хомоннаї ввели до Міжнародної зали слави плавання. У 1985 туди ввели і його дочку Каталін Секе.